# 浅井氏家譜大成
浅井氏家譜大成（あざいしかけいたいせい）は、戦国大名浅井氏の系譜である。著者は尾張藩医浅井家の浅井国幹で、国幹の晩年に執筆され、明治時代に成立された。
『浅井系統一覧』とこの『浅井氏家譜大成』は、浅井家一族中の系譜を参照するのに参考となり得る。しかし、この本の記載内容に関しては信憑性を疑う説もある。例を挙げると、浅井万福丸の元服名が書かれており、わずか10歳で元服していたかどうか疑問視さるなどの点である。浅井国幹の家系は自称以外に近江浅井氏との明確な繋がりがないこと、なにより、戦国大名浅井氏が勢力を失って以降、200年以上後に書かれた文献であることに留意したい。